# Ayuntamiento de Bembibre
El Ayuntamiento de Bembibre es el órgano que se encarga del gobierno y de la administración del municipio de Bembibre, situado en la Provincia de León, Castilla y León, España, en la comarca de El Bierzo, estando presidido por el correspondiente alcalde o alcaldesa, actualmente Silvia Cao Fornís, del Partido Socialista Obrero Español, según resultado de las elecciones municipales de 2019 en Bembibre y que revalida en 2023.

## Sede
La sede del Ayuntamiento, la casa consistorial, se encuentra en un edificio moderno, inaugurado en 1995, situado en la plaza Mayor, en el mismo emplazamiento en que se situaba la anterior edificación.
En este edificio fue recibido el rey Juan Carlos I en septiembre de 1999, durante la primera visita oficial que una rey de España realiza a El Bierzo, existiendo una placa conmemorativa de este acontecimiento en la puerta de acceso al edificio.
En el mismo, junto a las dependencias propias de la corporación municipal, se encuentra el cuartel de la policía local.

## Alcaldes
| Periodo   | Nombre                                                              | Partido                                  |
| --------- | ------------------------------------------------------------------- | ---------------------------------------- |
| 1979-1983 | Mansilla Mansilla                                                   | Unión de Centro Democrático (UCD)        |
| 1983-1987 | Antonio Rey Pérez                                                   | Independientes por Bembibre              |
| 1987-1991 | Antonio Rey Pérez (1987-1989) José Eloy García Iglesias (1989-1991) | Centro Democrático y Social (CDS)        |
| 1991-1995 | Jesús Esteban Rodríguez                                             | Independientes por Bembibre              |
| 1995-1999 | Jesús Esteban Rodríguez                                             | Partido Socialista Obrero Español (PSOE) |
| 1999-2003 | Jaime González Arias                                                | Partido Popular (PP)                     |
| 2003-2007 | Jesús Esteban Rodríguez                                             | Partido Socialista Obrero Español (PSOE) |
| 2007-2011 | Jesús Esteban Rodríguez                                             | Partido Socialista Obrero Español (PSOE) |
| 2011-2015 | José Manuel Otero Merayo                                            | Partido Popular (PP)                     |
| 2015-2019 | José Manuel Otero Merayo                                            | Partido Popular (PP)                     |
| 2019-2023 | Silvia Cao Fornís                                                   | Partido Socialista Obrero Español (PSOE) |
| 2023-act. | Silvia Cao Fornís                                                   | Partido Socialista Obrero Español (PSOE) |

## Gobierno
El gobierno de la corporación municipal se rige de acuerdo a la correspondiente norma reguladora, actualmente la Ley 7/1985, de 2 de abril, Reguladora de las Bases del Régimen Local, estructurándose áreas de gobierno para la correcta gestión de los asuntos municipales.
Estas áreas de gobierno son determinadas por el equipo de gobierno elegido en cada momento, según los criterios que mejor se crea para el desarrollo de las políticas pretendidas por ese equipo, de acuerdo a su programa político, económico y objetivos.
La actual configuración de las áreas de gobierno, áreas y competencias que pueden variar en cualquier momento, según la evolución del quehacer municipal, sus prioridades y las condiciones generales del municipio, se puede consultar en el sitio web.
El equipo de gobierno forma parte, así mismo, de distintos patronatos, consejos sectoriales, juntas locales y comisiones en que representa a la Villa de Bembibre, siendo nombradas las personas que ejercen esa representación por el equipo de gobierno correspondiente.
Por otro lado, los grupos de la oposición participan en la gestión del ayuntamiento y en diversas comisiones y patronatos, según su representación y acuerdos adoptados por la corporación.

### Alcaldes pedáneos
Cada una de las poblaciones que se integran en el término municipal es representada por un alcalde pedáneo electo por sus convecinos, y que actúa como representación de la correspondiente Junta Vecinal, existiendo un edil encargado de la Relación con las Juntas Vecinales.

## Ámbito geográfico
El ámbito geográfico competencial del Ayuntamiento de Bembibre abarca el propio término municipal que define este municipio, y que incluye las pedanías o Entidades Locales Menores – E.L.M. que se detallan en mapa que sigue.
| Mapa de localización e identificación de núcleos de población en el T.M.. Pulse para mapa interactivo. |                      |                       |
| Arlanza | Bembibre             | Labaniego             |
| Losada | Rodanillo            | San Esteban del Toral |
| San Román de Bembibre | Santibáñez del Toral | Viñales               |
| Notas de uso: - Pulsando sobre el icono azul se accede a un mapa interactivo en la misma pestaña, con diversas opciones, incluida la de cierre con una X y regreso a este listado. Puede abrir el mapa en otra ventana o pestaña con el botón derecho de su ratón, Abrir enlace en una .... - El Socuello, anteriormente, hasta 1965, pedanía de Castropodame, también forma parte del TM de Bembibre. - El Ayuntamiento se encuentra en la localidad de Bembibre, la segunda población más importante de la comarca de El Bierzo y la octava de la provincia de León. |                      |                       |

## Resultados electorales
| Partido político                         | 2023  | 2023  | 2023       | 2019  | 2019  | 2019       | 2015  | 2015  | 2015       | 2011  | 2011  | 2011       | 2007  | 2007  | 2007       |
| Partido político                         | %     | Votos | Concejales | %     | Votos | Concejales | %     | Votos | Concejales | %     | Votos | Concejales | %     | Votos | Concejales |
| Partido Socialista Obrero Español (PSOE) | 37,58 | 1601  | 6          | 46,37 | 2292  | 7          | 35,91 | 1772  | 5          | 34,74 | 1997  | 7          | 43,95 | 2403  | 9          |
| Partido Popular (PP)                     | 31,00 | 1321  | 4          | 22,39 | 1107  | 3          | 46,29 | 2284  | 7          | 54,35 | 3124  | 10         | 43,56 | 2382  | 8          |
| X Bembibre                               | 12,41 | 529   | 1          | —     | —     | —          | —     | —     | —          | —     | —     | —          | —     | —     | —          |
| Coalición por El Bierzo (CB)             | 8,77  | 374   | 1          | 6,79  | 336   | 1          | 10,92 | 539   | 1          | —     | —     | —          | —     | —     | —          |
| Unión del Pueblo Leonés (UPL)            | 6,24  | 266   | 1          | 4,75  | 235   | 0          | —     | —     | —          | —     | —     | —          | —     | —     | —          |
| Ciudadanos (CS)                          | —     | —     | —          | 15,60 | 771   | 2          | —     | —     | —          | —     | —     | —          | —     | —     | —          |

## Evolución de la deuda viva municipal
El concepto de deuda viva contempla sólo las deudas con cajas y bancos relativas a créditos financieros, valores de renta fija y préstamos o créditos transferidos a terceros, excluyéndose, por tanto, la deuda comercial.
| Gráfica de evolución de la deuda viva del Ayuntamiento entre 2008 y 2023                           |
| |
| Deuda viva del Ayuntamiento de Bembibre, en miles de euros, según datos del Ministerio de Hacienda |